# Mon fils le tueur
Pour les articles homonymes, voir Jean-Jean.
Mon fils le tueur est le septième album de la série Donjon Monsters, situé au niveau -90 de la saga Donjon. 
Dessiné par Blutch, écrit par Lewis Trondheim et Joann Sfar et mis en couleur par Walter, il a été publié en septembre 2003 par l'éditeur français Delcourt. Une version grand format noir et blanc tirée à 4 000 exemplaires a été publiée conjointement avec la version standard de l'album.